# Anisozyga taminata
Anisozyga taminata là một loài bướm đêm trong họ Geometridae.